# الأشراف الأمراء
الهواشم الأمراء أو الأشراف الأمراء هم أحد بطون بني هاشم من قبيلة قريش حكموا مكة والحجاز عام 455 هـ و استمر حكمهم إلى عام 597 هـ في عهد الدولة الفاطمية.وهي من الطبقة الثالثة من الأشراف التي حكمت مكة بالقرن الخامس والسادس الهجري بعد أبناء عمومتهم الأشراف السليمانيين (الطبقة الثانية). ويقطنون اليوم بمكة المكرمة والمدينة المنورة وتهامة الحجاز ووادي فاطمة و جازان. 

## النسب
هم من ذرية أبي هاشم الأكبر محمد الأمير بن الحسين الأمير بن  محمد الثائر بن موسى الثاني بن عبد الله الرضا بن موسى الجون بن عبد الله المحض بن الحسن المثنى بن الحسن ابن علي بن أبي طالب وعرفت ذريته بالهواشم الأمراء وكان يطلق عليهم لقب سادة فليتة لانتسابهم إلى أمير مكة فليتة بن قاسم الحسني.

## إمارتهم لمكة المكرمة والحجاز
حكموا مكة المكرمة في منتصف القرن الخامس الهجري و تحديداً عام 455 هـ، وتولى إمارة مكة جدهم الشريف محمد بن جعفر أبي هاشم وذلك بشهر ربيع الأول سنة 455 هـ بمساعدة صاحب اليمن علي بن محمد الصليحي عندما تم عزل الشريف حمزة بن وهاس حاكم وشريف مكة والحجاز في السادس من شهر ذو الحجة عام 454 هـ واستمر حكمهم ما يقارب 142 عاما على مكة والحجاز. 

## أشهر حكام الهواشم الأمراء
- محمد بن جعفر بن أبي هاشم

- أبوفليتة القاسم بن أبي هاشم محمد بن جعفر بن أبي هاشم

- فليتة بن القاسم بن أبي هاشم محمد بن جعفر بن أبي هاشم

- محمد بن القاسم بن أبي هاشم محمد بن جعفر بن أبي هاشم

- هاشم بن فُليتة بن القاسم بن أبي هاشم محمد بن جعفر بن أبي هاشم

- القاسم بن هاشم بن فُليتة بن القاسم بن أبي هاشم محمد بن جعفر بن أبي هاشم

- عيسى بن فُليتة بن القاسم بن أبي هاشم محمد بن جعفر بن أبي هاشم

- مالك بن فُليتة بن القاسم بن أبي هاشم محمد بن جعفر بن أبي هاشم

- داود بن عيسى بن فُليتة بن القاسم بن أبي هاشم محمد بن جعفر بن أبي هاشم

- مكثر بن عيسى بن فُليتة بن القاسم بن أبي هاشم

## نهاية إمارتهم لمكة المكرمة والحجاز
اندلعت نزاعات بين الشريف مكثر بن عيسى بن فُليتة مع أخيه الشريف داود سنة 571 هـ وظل هو وأخوه داود يتقاتلان على إمرة مكة حتى صفيت للشريف مكثر بن عيسى بن فُليتة سنة 587 هـ واستمر في ولاية مكة حتى سنة 597هـ وبوفاته على يد الشريف قتادة بن إدريس ينتهي حكم الأشراف الهواشم الأمراء (الطبقة الثالثة) على مكة والحجاز و بداية عهد حكم الأشراف القتاديون (الطبقة الرابعة) سنة 597 هـ على يد الشريف قتادة بن إدريس.